# Cosmic Background Explorer
« COBE » redirige ici. Ne pas confondre avec Cobe ni Kobe.
Cosmic Background Explorer (COBE) est un satellite scientifique de la NASA lancé en 1989 pour procéder à l'étude du fond diffus cosmologique, le rayonnement électromagnétique issu de la phase dense et chaude de l'Univers primordial. Il est émis environ 380 000 ans après le Big Bang. Le modèle standard de la cosmologie prédit que ce rayonnement doit présenter un spectre électromagnétique de corps noir et ce rayonnement ne doit pas être parfaitement uniforme, mais fonction de la direction d'observation. En 1989, ni la forme exacte de corps noir du fond diffus cosmologique, ni la présence de ces fluctuations de température ne sont détectées. La mission remplit ces deux objectifs, dont l'importance est reconnue en 2006 par l'attribution du prix Nobel de physique à John C. Mather et George Fitzgerald Smoot III, responsables des deux instruments qui permettent les mesures (FIRAS et DMR respectivement).

## Caractéristiques
Le satellite COBE est lancé le 18 novembre 1989, depuis la base de lancement de Vandenberg, après un retard dû à l'accident de la navette spatiale Challenger, et placé sur une orbite à 900 km d'altitude. À cette altitude, le satellite ne subit qu'une faible influence de la Terre et évite les éléments qui peuvent perturber ses mesures à une altitude plus élevée. Il est en rotation sur lui-même et effectue ainsi un tour par minute. Cette technique d'observation a pour but de permettre aux instruments du satellite d'observer l'ensemble des régions du ciel en un temps bref. La longue durée de vie du satellite permet l'observation répétée un grand nombre de fois de chaque région du ciel, et ce de façon à minimiser les problèmes liés à la non constance des performances des différents détecteurs.[réf. nécessaire]

## Instruments
Afin de mener à bien ses observations, il embarque trois instruments principaux : 
- DMR (Differential Microwave Radiometer), dont la fonction est de détecter des différences de température entre différentes régions du ciel ;
- FIRAS (Far InfraRed Absolute Spectrometer) dont la fonction est de mesurer très précisément le spectre du fond diffus cosmologique en comparant celui-ci à un corps noir artificiel embarqué à bord du satellite ;
- DIRBE (Diffuse InfraRed Background Experiment), dont la fonction est l'observation du ciel dans le domaine infrarouge, correspondant à des longueurs d'onde légèrement supérieures à celle du fond diffus cosmologique.

DMR et FIRAS ont pour mission de tester le paradigme en vigueur à l'époque (et confirmé depuis), à savoir le fait que le fond diffus cosmologique est émis très tôt dans l'histoire de l'Univers, mais qu'à l'époque celui-ci montre déjà les germes de ce qui va devenir plusieurs centaines de millions d'années plus tard les premières galaxies. DIRBE a pour mission de détecter le rayonnement émis par ces premières galaxies dont très peu sont connues à l'époque.

### DMR

Schéma du flux de données du radiomètre DMR.

Cet appareil est constitué d'un ensemble de trois radiomètres différentiels effectuant des mesures sur des longueurs d'onde distinctes, 3,7 mm, 5,7 mm, 9,6 mm, ce qui correspond à des fréquences de 90, 53 et 31,4 GHz respectivement. Un radiomètre est un instrument qui mesure les intensités relatives du rayonnement pour une longueur d'onde donnée. La raison de l'utilisation de mesures dans trois longueurs d'onde différentes tient au fait que, pour être certain que les différences de température observées proviennent effectivement de l'émission du fond diffus cosmologique et non de rayonnements d'avant-plan (lumière zodiacale, rayonnement synchrotron ou rayonnement continu de freinage de la Voie lactée, effet Sunyaev-Zel'dovich, etc.), il faut que les différences d'intensité lumineuse dans chacune de ces longueurs d'onde satisfassent à certaines relations. Par exemple, un corps noir chaud émet plus qu'un corps noir froid quelle que soit la longueur d'onde observée. Si le DMR observe une région plus lumineuse qu'une autre à 3,7 mm de longueur d'onde, mais moins lumineuse à 5,7 mm, il est certain qu'une partie significative du rayonnement observé n'est pas due à une variation d'intensité du fond diffus cosmologique. L'utilisation d'un grand nombre de longueurs d'onde permet donc une certaine redondance de façon à éliminer au mieux tout artéfact lié à la présence de rayonnement d'avant-plan.

### FIRAS

Diagramme du chemin optique du spectrophotomètre FIRAS.

Cet appareil est essentiellement constitué d'un spectrophotomètre : il compare à l'aide d'un interféromètre de Michelson le spectre du rayonnement cosmologique reçu depuis une région du ciel de 7° avec celui d'un corps noir de référence embarqué à bord du satellite. Le rayonnement est ensuite divisé en deux faisceaux que l'on fait interférer. Des figures d'interférences ainsi formées, on déduit finalement la nature du spectre du rayonnement par analyse de Fourrier. Tout comme le précédent, cet instrument acquiert sa précision de par son analyse différentielle.

### DIRBE

Diagramme du chemin optique du photomètre DIRBE.

Cet appareil est un photomètre à infrarouge qui mesure l'intensité des rayonnements émis par les premières générations d'objets célestes. Il opère dans le domaine infrarouge lointain.

## Résultats
Dès 1990, et seulement quelques minutes après la mise en service de l'instrument FIRAS, les observations de COBE permettent de confirmer la nature thermique du rayonnement cosmologique selon la loi du corps noir de Max Planck avec une température de 2,728 K. Du fait de la structure de l'instrument FIRAS, la précision du spectre de corps noir est meilleure que celle de sa température absolue (0,001 % contre 0,1 %). Ce résultat constitue une preuve extrêmement solide de la validité du modèle du Big Bang. Les résultats de l'expérience DMR se font attendre plus d'un an du fait, là encore, de la structure de l'instrument qui ne lui permet de donner la pleine mesure de ses capacités qu'après un très grand nombre d'observations redondantes de différentes régions du ciel. Les premiers résultats officiels sont annoncés le 23 avril 1992, et sont accueillis comme un événement majeur dans le domaine de l'astrophysique. L'analyse détaillée des fluctuations de température du fond diffus cosmologique, considérablement améliorée depuis, permet la mesure précise de la plupart des paramètres cosmologiques et l'émergence de ce qui est aujourd'hui (2024) appelé le modèle standard de la cosmologie.

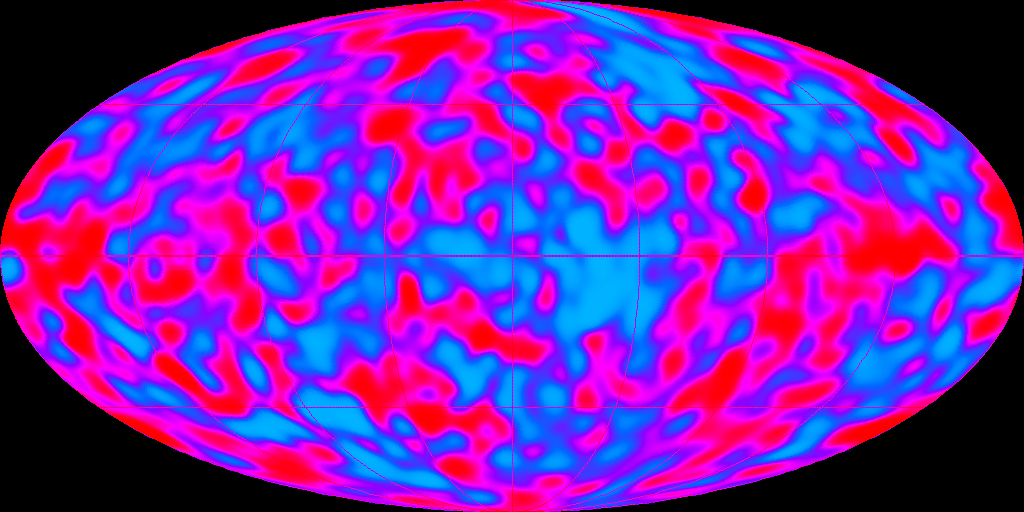
Carte des fluctuations de température du fond diffus cosmologique, obtenue par l'instrument DMR après les deux premières années d’observation.
Résultats de l'instrument FIRAS : les croix rouges représentent les mesures, la courbe bleue correspond au spectre de corps noir théorique.
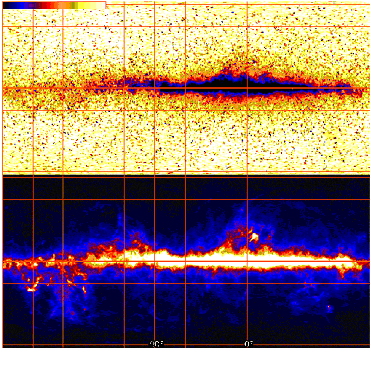
Cartographie du disque galactique dans l'infrarouge lointain, réalisée par l'instrument DIRBE.

## Fin de mission
Les opérations de l'instrument prennent fin le 23 décembre 1993. Les opérations d'ingénierie doivent se terminer en janvier 1994, après quoi l'exploitation du vaisseau spatial est transférée au Wallops Flight Facility pour être utilisée comme satellite d'essai.

## Distinction et prix

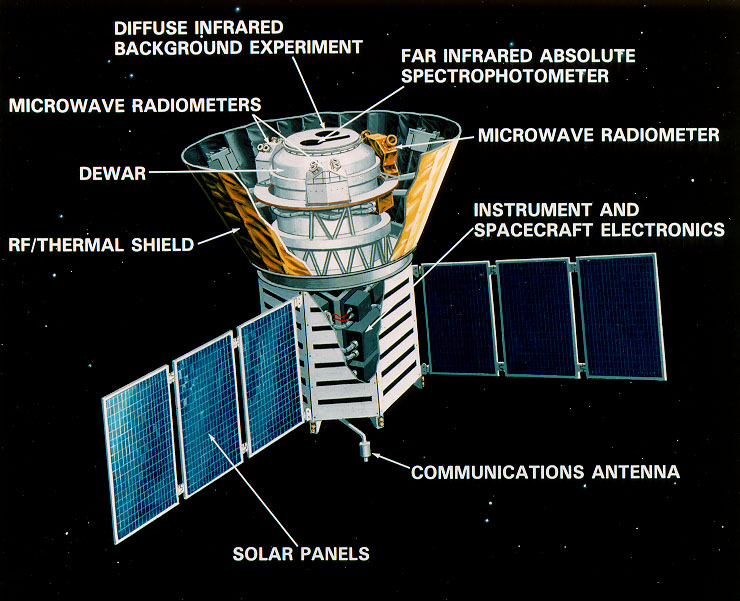
Schéma du satellite COBE.

Deux membres de l'équipe du satellite COBE ont reçu le prix Nobel de physique en 2006 pour leur contribution aux résultats obtenus avec ce satellite : George Fitzgerald Smoot III et John C. Mather. Ce dernier, ainsi que l'ensemble de l'équipe du satellite, sont également récompensés par le prix Peter-Gruber de cosmologie la même année.